# Păușești, Iași
Păușești este un sat în comuna Dumești din județul Iași, Moldova, România.

## Obiective turistice
- Biserica de lemn din Păușești - monument istoric datând din 1643; se află în cimitirul satului